# Cyrtodactylus gordongekkoi
Il geco di Gordon Gekko (Cyrtodactylus gordongekkoi (Das, 1993)) è una specie di geco endemico della parte settentrionale dell'isola di Lombok in Indonesia.
Il suo nome è un gioco di parole che omaggia il personaggio di Gordon Gekko, protagonista del film Wall Street interpretato da Michael Douglas.

## Descrizione
È un raro geco indonesiano. Ne sono stati catturati soli quattro esemplari: due nel 1992 e altrettanti nel 2011.

## Biologia

### Riproduzione
Il geco di Gordon Gekko è oviparo.

## Distribuzione e habitat
Il Cyrtodactylus gordongekkoi è stato rinvenuto solo nelle foreste sulle pendici settentrionali del vulcano Rinjani e nelle alture circostanti, nella parte settentrionale dell'isola di Lombok. Sì suppone che il suo areale sia più ampio, ma mancano dati certi al riguardo.

## Tassonomia
Inizialmente descritto da come appartenente al genere Cnemaspis (Cnemaspis gordongekkoi), nel 2007 è stato riassegnato al genere Cyrtodactylus.

## Conservazione
La specie è considerata in pericolo critico in via precauzionale: sebbene infatti si ritenga probabile che sia diffusa in tutta la parte settentrionale di Lombok, non vi sono prove in tal senso e pertanto viene considerata presente in un solo habitat ristretto, del quale peraltro si registra un declino tanto dell'estensione che della qualità. Le aree dove sono stati fino ad oggi rinvenuti esemplari si trovano infatti fuori dall'area protetta del Rinjani, in zone battute di turisti. La zona adiacente in pianura è tutta stata trasformata in area agricola e i dintorni fuori dall'area del parco sono stati intensivamente utilizzati per infrastrutture turistiche.